# Лісне (Ленінградська область)
Лісне (рос. Лесное) — селище у Всеволожському районі Ленінградської області Російської Федерації.
Населення становить 1071 особу. Належить до муніципального утворення Куйвозовське сільське поселення.

## Історія
Від 1 серпня 1927 року належить до Ленінградської області.

## Населення
| 2010 | 2017  |
| ---- | ----- |
| 1194 | ↘1071 |